# Imaginarius
Das Imaginarius, offiziell Imaginarius – Festival Internacional de Teatro de Rua (Portugiesisch für: Imaginarius – Internationales Straßentheater-Festival) ist ein internationales Straßentheaterfestival in Santa Maria da Feira, eine Stadt (Cidade) im Norden Portugals. Es gilt als die größte  Veranstaltung für Straßenkunst im Land und findet jedes Jahr, meist drei Tage lang im Mai, auf Plätzen, in Gärten und Parks, an Denkmälern und in und an historischen Gebäuden des Ortes statt.
Neben dem Hauptprogramm (mit zu vergebenen Preisen) gibt es weitere Sektionen, etwa das Imaginarius Infantil (für Kinder), das Imaginarius Creations (für Neuschöpfungen), das More Imaginarius, Nachwuchsforum, oder auch das World Imaginarius (für inklusive Projekte), dazu ein jährlich anders ausgerichtetes Rahmenprogramm, Workshops, offene Proben, Diskussionsrunden und Vorträge, gastronomische Angebote, Konzerte und Filmvorführungen, und Straßenanimation durch Maskengruppen, Clowns, besondere Spielmannszüge und Straßenkarnevalsgruppen.

## Geschichte

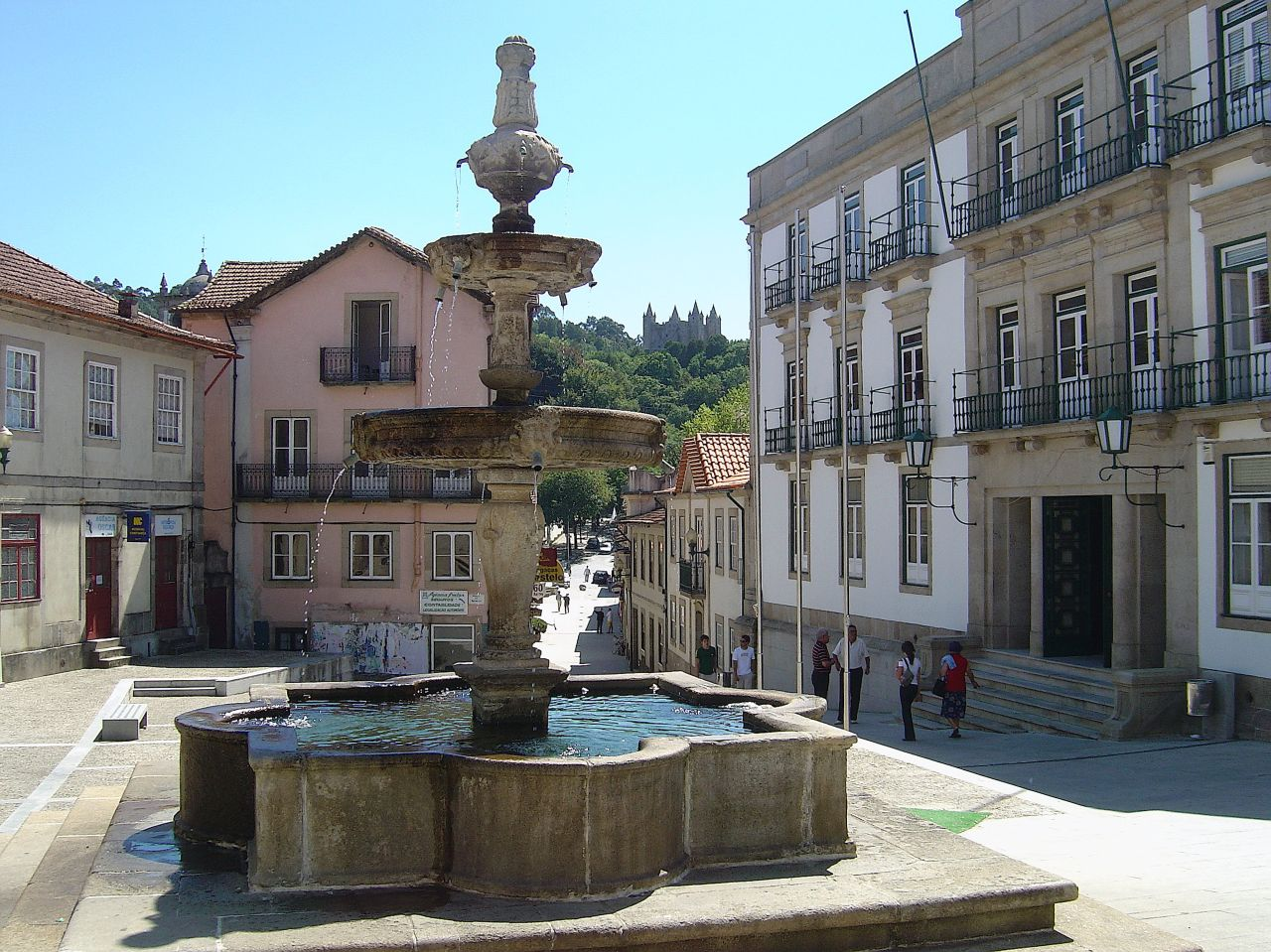
Die Praça da República im historischen Zentrum der Stadt: neben den festen Veranstaltungsorten ziehen während des Imaginarius-Festivals auch Gaukler, Spielmannszüge, Clowns, Masken- und Figurengruppen u. a. durch die Innenstadt.

Das Imaginarius fand erstmals vom 5. bis zum 15. September 2001 im historischen Ortskern von Santa Maria da Feira statt, seit 2004 erstreckte sich das Festival auf drei Tage, phasenweise auf nur zwei Tage. Seither sind eine Vielzahl internationaler Theatergruppen hier zu Gast gewesen und haben bewährte oder neu zusammengestellte Programme aufgeführt, insbesondere aber auch neue oder speziell für das Imaginarius entwickelte Stücke präsentiert und auch vor Ort neue Programm entwickelt und aufgeführt. Dazu finden Workshops, Ausstellungen, Installationen und eine Vielzahl weiterer Veranstaltungen an verschiedenen Plätzen, Parks und Gebäuden der Stadt statt. Zu jeder Ausgabe erscheint ein englischsprachiges Programmheft, dass auch online einsehbar ist und auf der Website des Festivals archiviert wird.
In Folge der weltweiten COVID-19-Pandemie fiel das Festival 2020 aus und wurde 2021 nur zum Teil vor Ort ausgerichtet, zum Teil wurde es virtuell im Internet ausgerichtet. 2022 fand es erstmals wieder in der bis 2019 üblichen Form statt, mit 140 Aufführungen und Veranstaltungen von 178 Künstlern und Aktiven aus 16 Ländern.

## Bisherige Ausgaben und Künstler

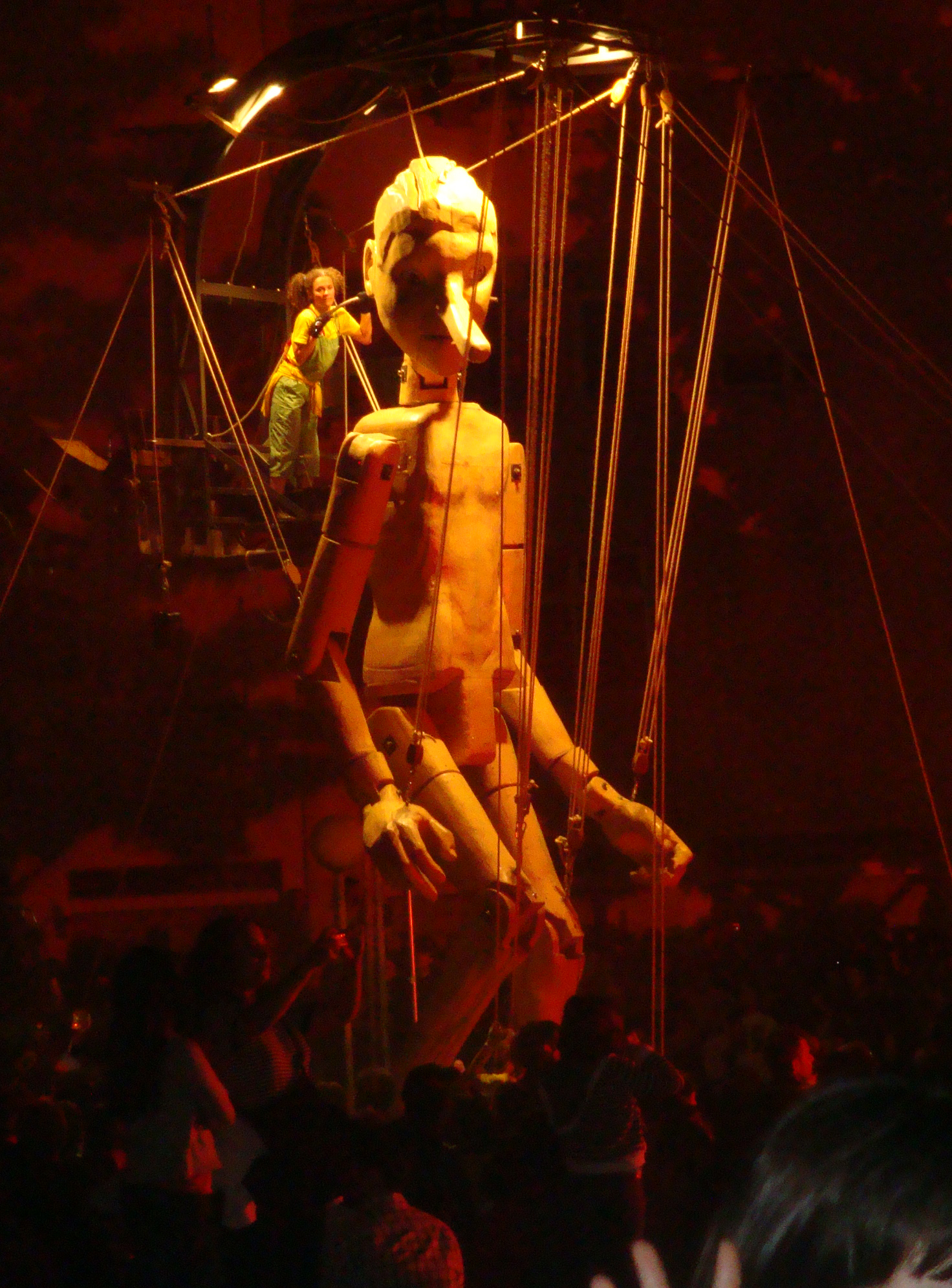
Nächtliche Aufführung während des Imaginarius-Festivals 2009

Seit 2001 fand das Imaginarius-Festival jedes Jahr statt, mit Ausnahme des Corona-Jahres 2020, wofür 2021 dann zwei Ausgaben veranstaltet wurden. Eine Vielzahl internationaler Theatergruppen und die verschiedensten Einzelkünstler waren seither in Santa Maria da Feira zu Gast, vor allem Theaterkompanien (Companhia bzw. Compagnie, Cie. abgekürzt) und Zirkusgruppen, aber auch Installationskünstler, Musiker, Fotografen, Schriftsteller, Architekten, Stadt- und Raumplaner, u. a.
Zu Gast waren unter u. a. die Compagnie Transe Express Circus (Frankreich), die Caretos de Podence (Portugal, Welterbe), Franca Rame und Literaturnobelpreisträger Dario Fo, Royal de Luxe (Frankreich), Theater Titanick (Deutschland), Groupe F (Frankreich), Regisseur Manoel de Oliveira, Spencer Tunick (USA), Leo Bassi (Italien), La Fura dels Baus (Spanien), Gruppen der Fallas de Valencia (Spanien, Welterbe), Farchie di Fara Filiorum Petri (Italien), die Künstlerin Joana Vasconcelos, Boban i Marko Marković Orkestar (Serbien), Johan Lorbeer (Deutschland), Clara Andermatt (Portugal), die Architekten und Raumplaner Siza Vieira, Souto de Moura und Yehuda Safran,  das Odin Teatret (Dänemark/Portugal), der Autor Gonçalo M. Tavares, die Gruppe Kumpania Algazarra (Portugal), Regisseur Marco Martins (Portugal), das Aktionstheater Panoptikum (Deutschland), der Streetartkünstler Vhils (Portugal) und Dave X vom Burning Man Festival (USA).

## Veranstaltungsorte

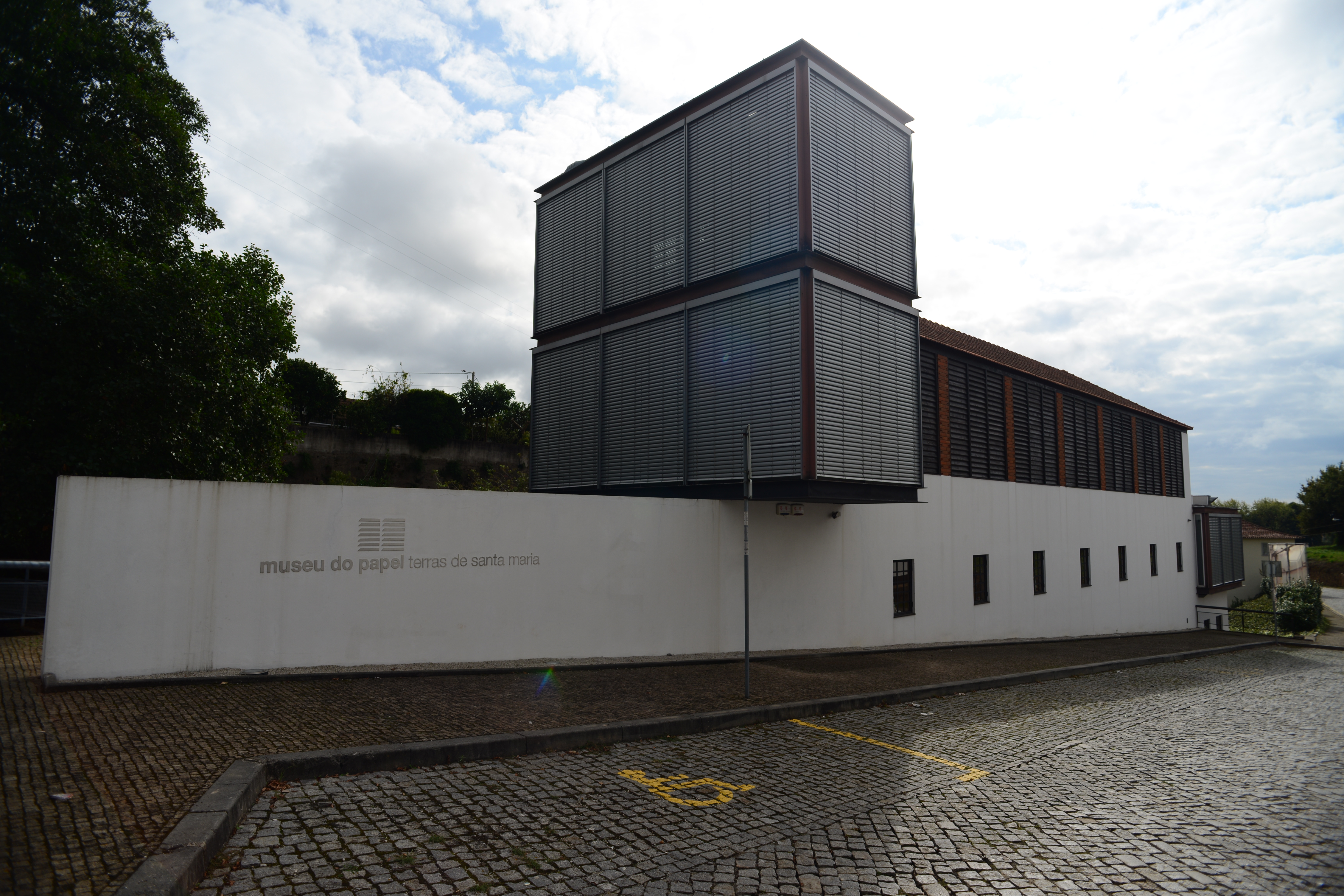
Modernes Museum in der alten Papierfabrik: gelegentlich finden hier Museumsnächte während des Imaginarius-Festivals statt.

- Alameda do Tribunal (Grünanlage am Gerichtsgebäude)
- Biblioteca Municipal (die Städtische Bibliothek von Santa Maria da Feira)
- Bombeiros Voluntários da Feira (die Freiwillige Feuerwehr der Stadt)
- Câmara Municipal (das Rathaus der Stadt)
- Casa dos Choupos (Haus des gleichnamigen genossenschaftlichen Kultur-, Sozial- und Kunsthandwerksprojektes)
- Castro de Romariz (eisenzeitliche Ausgrabungsstätte)
- Centro de Criação (Kreativzentrum)
- Cineteatro António Lamoso (Kino)
- Mercado Municipal (städtische Markthalle)
- Museu Convento dos Loios (Klostermuseum Convento de Lóios)
- Museu de Santa Maria de Lamas (Museum der Gemeinde Santa Maria de Lamas)
- Museu do Papel (das regionale Papiermuseum)
- Parque das Ribeiras do Rio Uima (Freizeitpark/Grünanlage am Fluss Uima)
- Porto Carvoeiro (Hafen am Fluss Inha)
- Praça Gaspar Monteiro (Platz in der historischen Altstadt)
- Rossio (innerstädtischer Platz)
- Quinta do Castelo (an der Burg Castelo da Feira)
- Thermalbad Termas de São Jorge in Caldas de São Jorge
- Zona Ribeirinha do Inha (Park am Ufer des Inha)

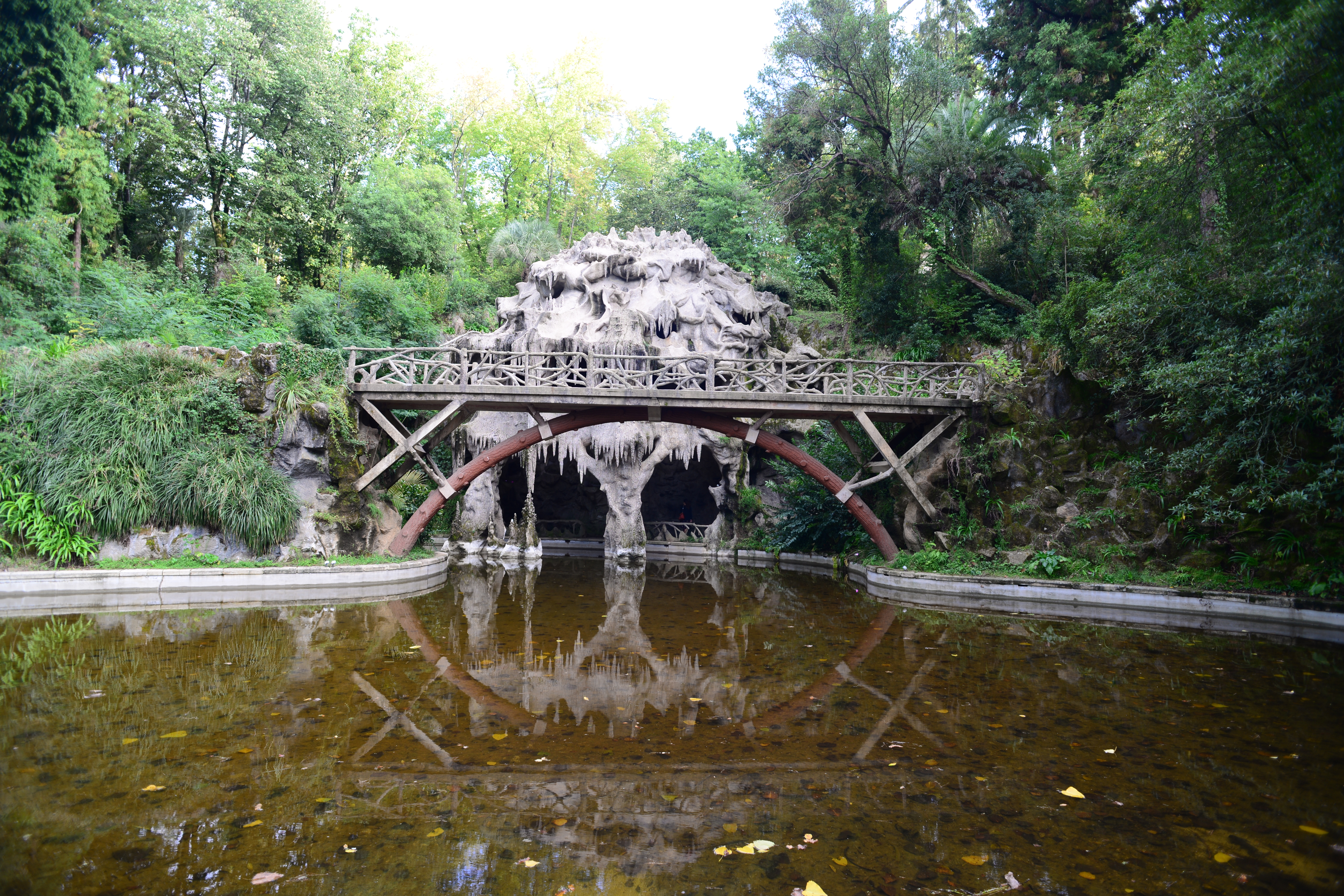
Teich im Garten der Quinta do Castelo
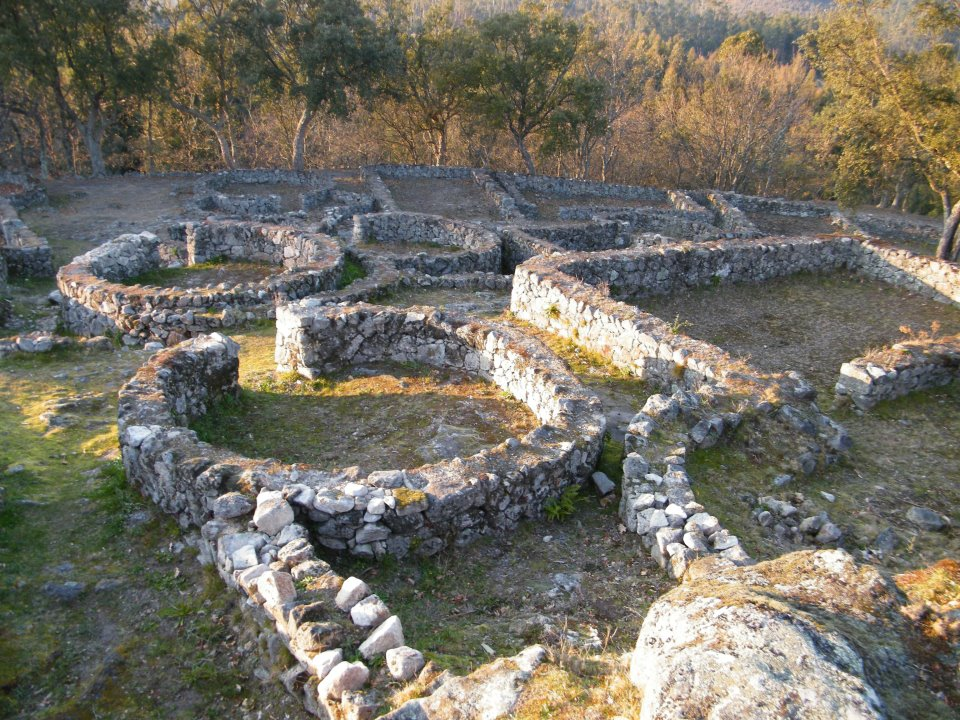
Eisenzeitlich-römische Siedlung Castro de Romariz
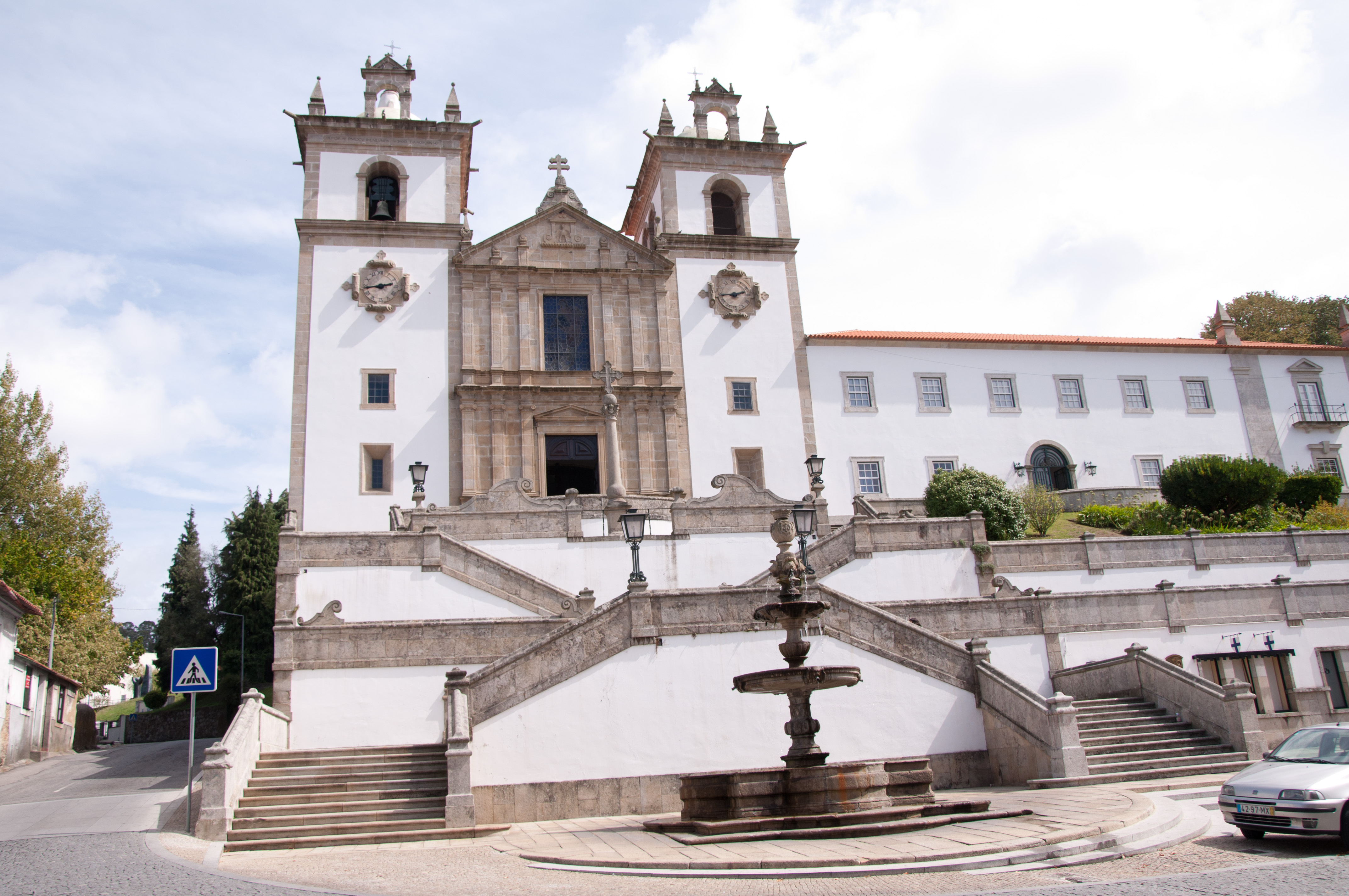
Das Kloster Convento de Lóios
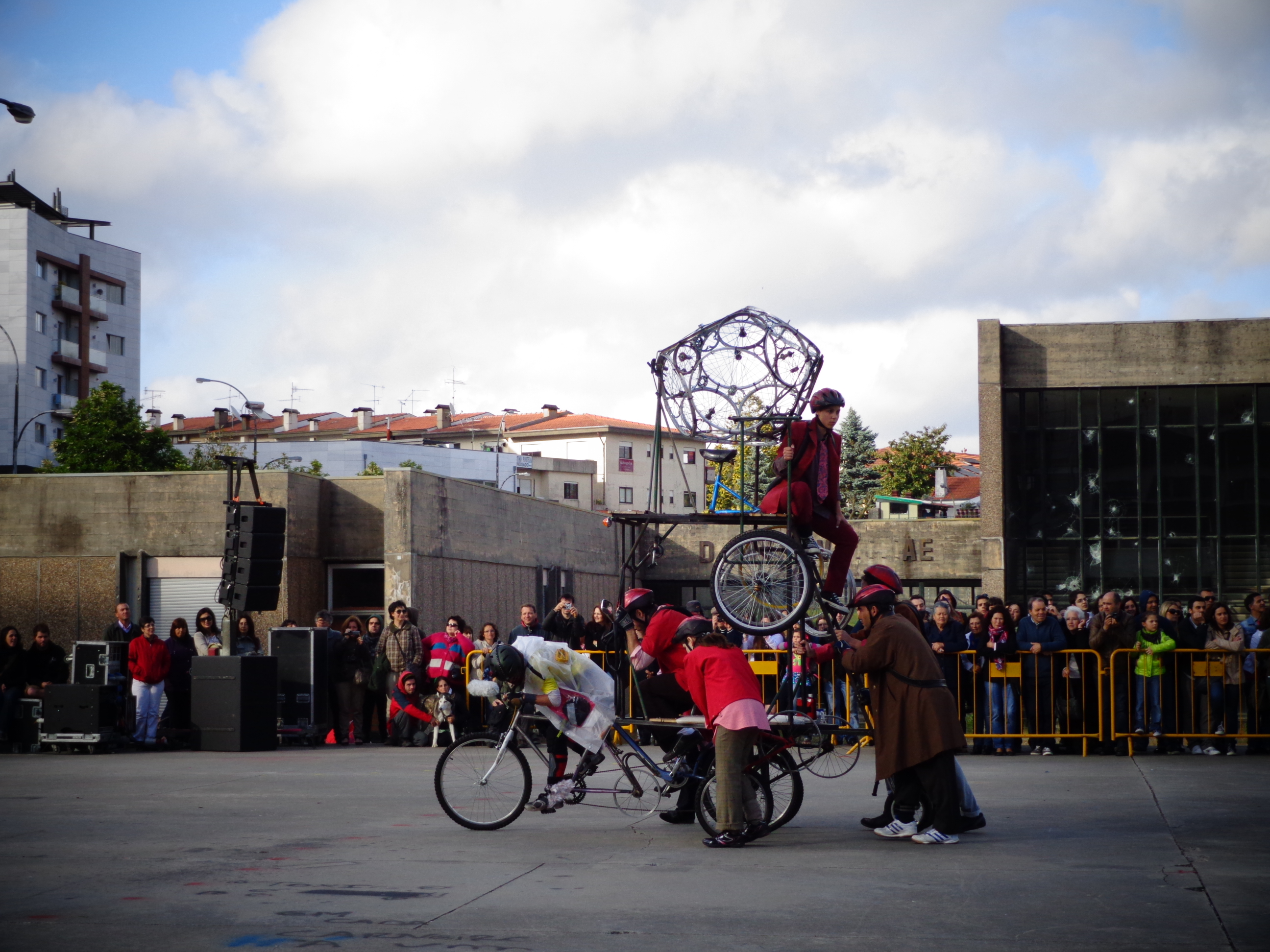
Imaginarius 2013, Aufführung in der Innenstadt
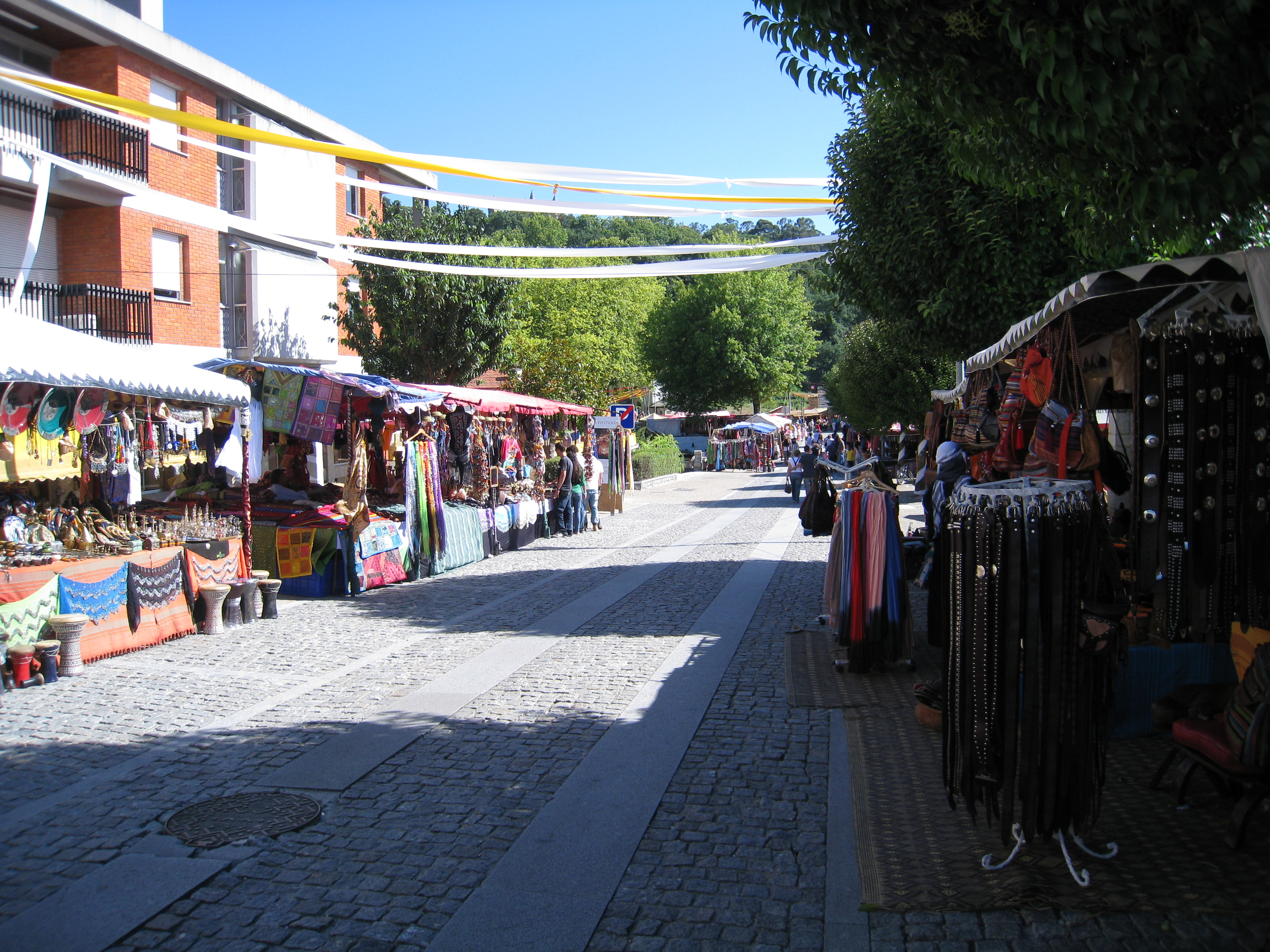
Auch Flohmärkte und gastronomische Veranstaltungen finden gelegentlich während des Imaginarius statt.
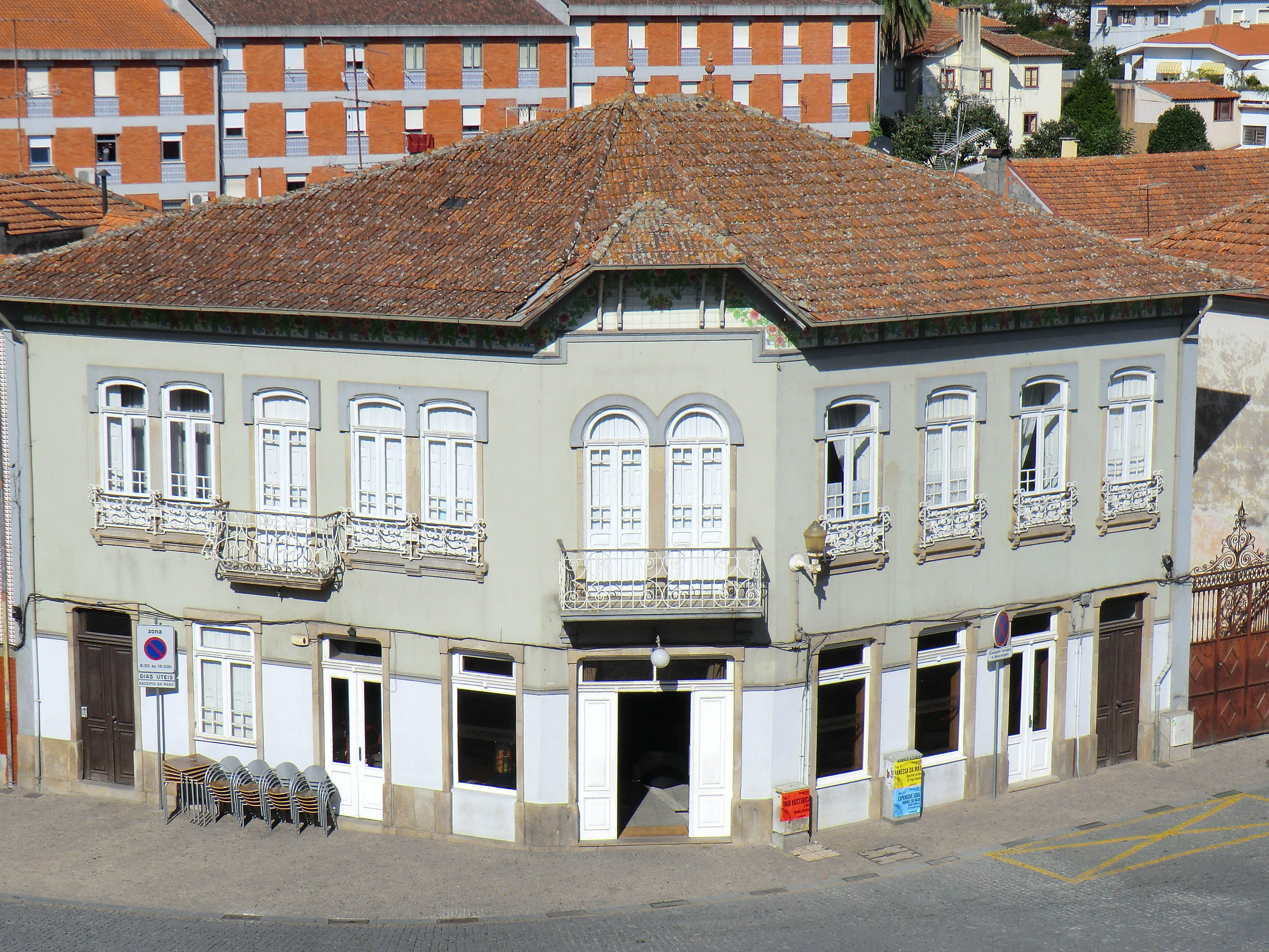
Gebäude am Rossio-Platz
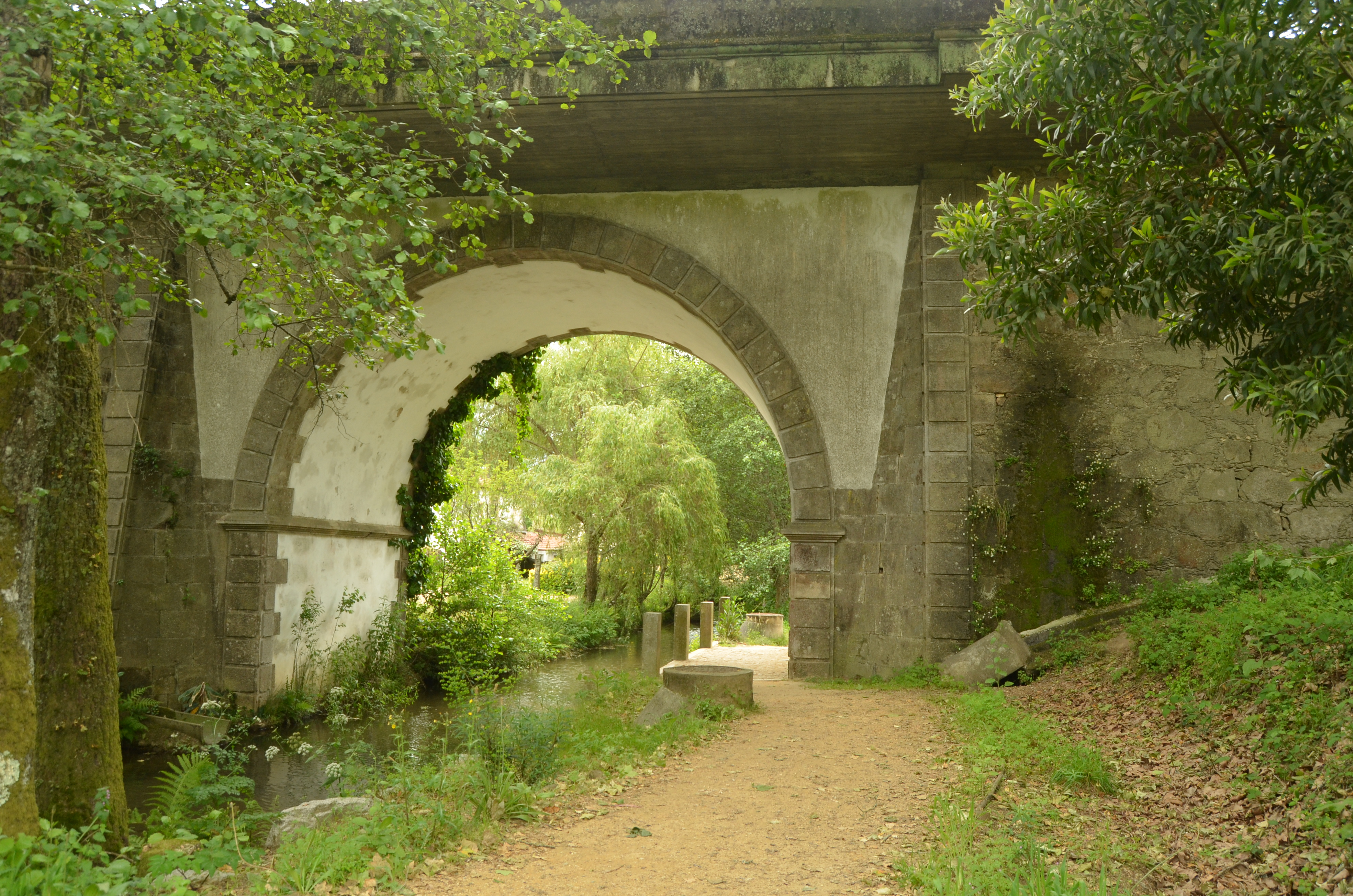
Am Ufer des Rio Uíma